# Мелеєшть (Прахова)
Мелеєшть, Мелеєшті (рум. Mălăiești) — село у повіті Прахова в Румунії. Входить до складу комуни Рифов.
Село розташоване на відстані 48 км на північ від Бухареста, 10 км на південний схід від Плоєшті, 95 км на південний схід від Брашова.

## Населення
За даними перепису населення 2002 року у селі проживали 785 осіб, з них 784 особи (99,9%) румунів. Рідною мовою 784 особи (99,9%) назвали румунську.